# 中国人民解放军海军博物馆
中国人民解放军海军博物馆，通称中国海军博物馆、青岛海军博物馆，位于中国山东省青岛市市南区莱阳路8号。临近鲁迅公园、小青岛公园，与青岛栈桥隔海相望。

## 历史
中国海军博物馆是中国第一座反映中国人民解放军海军发展的专业性军事博物馆，1988年由海军筹建，1989年10月1日正式对外开放。由中国人民解放军海军北海舰队管理。2008年国家文物局评定成为首批国家一级博物馆，但于2013年5月被降级为国家二级博物馆。海军博物馆被山东省和青岛市定为爱国主义教育基地和国防教育基地。2001年被中宣部定为全国爱国主义教育示范基地，被国家旅游局评为AAA级旅游景区。
中国海军博物馆占地四万多平方米，博物馆主要分为室内展厅、武器装备展区和海上展舰区，馆藏的数千件文物。
室内展区主要展出中国海军历史资料图片，中国人民解放军海军各个时期的服饰、装具，以及中国解放军海军与世界各国海军友好交往中获赠的礼品。
武器装备展区主要陈列从海军退役的小型舰艇、飞机、导弹、火炮、水中兵器、观通设备等展品。
海上展舰区设在小青岛港，陈列有以下中国人民解放军海军退役舰船：
- “鞍山”舰（舷号101）6607型驱逐舰（1992年退出现役，中国人民解放军海军的第一艘驱逐舰）
- “鹰潭”舰（舷号531）053K型护卫舰（1994年退出现役，中国人民解放军海军的第一艘装备舰对空导弹的军舰）
- “长城237”艇（舷号237）033型潜艇（1998年退出现役）
- “济南”舰（舷号105）051型驱逐舰（2007年退出现役，中国人民解放军海军的自主研制建造的第一艘导弹驱逐舰）
- “长征1号”艇（舷号401）09I型核潜艇（2000年退出现役，2016年进驻博物馆，中国人民解放军海军的第一艘核潜艇）

曾经陈列有以下中国人民解放军海军退役舰船：
- “大别山”舰（舷号926）1511型坦克登陆舰（1999年退出现役。中国人民解放军海军的第一批大型登陆舰。约2005-2007年间被拖走拆解。）
- “南充”舰（舷号502）65型护卫舰（1995年退出现役。中国人民解放军海军的第一型自行设计建造的护卫舰。后由于舰况持续恶化，2012年9月被拖往拆船厂拆毁。）

- 存放于青岛海军博物馆的6607型驱逐舰“鞍山”舰（舷号101）
- 存放于青岛海军博物馆的051型导弹驱逐舰“济南”舰（舷号105）与053K型导弹护卫舰“鹰潭”舰（舷号531）
- 存放于青岛海军博物馆的1511型坦克登陆舰“大别山”舰（舷号926）
- 存放于青岛海军博物馆的033型常规潜艇“长城237”艇（舷号237）
- 存放于青岛海军博物馆的09I型攻击型核潜艇“长征1号”艇（舷号401）

### 博物馆资讯
- 走进海军博物馆. 新华网
- 中国海军博物馆. 中国航海学会
- 青岛海军博物馆 山东旅游资讯网（页面存档备份，存于）

### 曾经停泊在博物馆中的军舰
- 鹰潭舰、南充舰、鞍山舰与大别山舰停靠在博物馆码头时的照片
- 502“南充”舰退役后存放于博物馆时的图片（页面存档备份，存于）
- 南充号护卫舰被拖离博物馆码头时的照片（页面存档备份，存于）
- 南充号护卫舰在船厂码头坐沉的照片（页面存档备份，存于）